# Onoto
Onoto, pleme američkih Indijanaca s istočne obale jezera Maracaibo na sjeveru Južne Amerike. Onoto Indijanci bijahu ribari koji su gradili svoje nastambe na platformama iznad vode, slično kako to danas rade Guarau s delte Orinoca. Nastambe su počivale na drvenim nosačima zabijenih u dno jezera, pa je to Ojedu 1409. podsjetilo na Veneciju. Ovaj kraj prozvao je Venezuela (=mala Venecija), što je danas ime države koja svoje ime zahvaljuje (nepravedno) zaboravljenim Onoto Indijancima. Nestali su.  Riječ onoto označava i jednu biljku od koje su tamošnji Indijanci dobivali crvenu boju.

## Vanjske poveznice
- Lake Maracaibo: home of the first guiri, the original tanga?  Arhivirana inačica izvorne stranice od 23. svibnja 2006. (Wayback Machine)